# Bolest hlavy
Tenzní bolest hlavy (obec. cefalalgie, cefalea) je označení pro pocity bolesti v oblasti hlavy, různé intenzity a trvání. Jde o nepříjemnou, často intenzivně vnímanou bolest, lokalizovanou v hlavě či vystřelující ze záhlaví k očím a kterou mohou doprovázet závratě, točení hlavy, hučení či pískání v uších. Častěji se tyto projevují na straně dominantní končetiny.
Nejčastější důvod těchto bolestí bývá svalová tenze či poruchy vertebrogenní.

## Tenzní příčiny
Klinický obraz u tenzních bolestí vykazuje napětí svalů krční páteře či svalů žvýkacích, svalové dysbalance krčního svalstva, bolestivé trigger pointy ve svalech, dále poruchy kluznosti skalpu, krčních fascií aj. Svou funkční roli hraje i přetěžování horních končetin (např. dlouhodobé klikání myší), vystavování se průvanu, stresům, nedostatek relaxace a pohybu, dehydratace, horní typ dýchání namísto správného bráničního aj.

## Vertebrogenní příčiny
Vertebrogenní příčiny bolestí hlavy bývají nejčastěji předsunuté držení hlavy, špatná pozice hlavy ve spánku, poruchy hybnosti obratlů, blokády obratlů aj. Vertebrogenní poruchy ovlivňují i vazokonstrikci mozkových cév, čímž mohou simulovat bolest migrenózní.

## Anatomie a funkce
Krční páteř přemosťuje oblast mezi hlavou a rameny. Krk je tedy citlivý na svou fyziologickou vzpřímenou polohu, hybnost a průchodnost tepen. Pokud nosné struktury na spodině lebeční (okcipitální kondyly) nekorelují s chrupavkami prvního obratle, např. při strnulých rotačních a vyosených pozicích hlavy, mohou utiskovat subokcipitální nerv, či rozvolňovat lig. transversum atlantis mezi obratli C1 - C2. Útisk subokcipitálního nervu pak může způsobovat bezprostřední dráždění, ztuhlost předních svalů krku může bránit zásobení mozku karotidami a útisk zadní arterie vertebralis zas může působit nedokrvení mozečku. Tak může docházet k celkové hypoxii mozku, jenž bývá při sedavých zaměstnáních nadměrně zaměstnán.

## Diagnostika a terapie
Diferenciální diagnostika bolestí hlavy je náročná a interdisciplinární. Doporučuje se zlepšení ergonomie pracovního prostředí, eliminace psychogenních spouštěčů bolestí, častější pohyb a manuální fyzioterapie před povšechným užíváním farmak.

## Jiné příčiny
- cévní mozková příhoda (CMP)
- úrazy (např. whip-lash nehody, se silným rázem na hlavu)
- nádor mozku
- otřes mozku
- encefalitida
- meningitida

## Bolest hlavy z nadužívání léků
Bolest hlavy z nadužívání léků, bolesti hlavy z nadužívání analgetik, bolest hlavy z nadužívání akutní medikace nebo také bolest hlavy indukovaná nadměrným užíváním medikace (anglicky MOH – medication overuse headache) je bolest hlavy vzniklá paradoxně důsledkem příliš častého užívání léků proti bolesti, jako jsou triptany, ergotaminy, opiáty, nesteroidní protizánětlivé léky (zkratka NSA nebo také NSAID) nebo paracetamol.